# Fabrication du fromage de Salers
La fabrication du fromage de Salers, entièrement faite à la main, demande un processus long et délicat qui répond à un cahier de charges très précis. Elle est autorisée uniquement du 15 avril au 15 novembre, pendant la période de pâturage des animaux qui ne se nourrissent que d'herbe fraîche,.

## La traite
Le Salers est fabriqué au rythme de la traite qui a lieu deux fois par jour, au lever et au coucher du soleil. La vache Salers a la particularité de ne se laisser traire qu’en présence de son veau : il commence à la téter, ce qui permet d’amorcer la traite, et il reste ensuite à côté de sa mère, attaché à son collier, afin de permettre à l’éleveur de collecter le lait. Après la traite, le lait est recueilli dans la « gerle », un récipient en bois de châtaignier, cerclé de fer et de capacité variable, qui permet d’abriter des bactéries nécessaires à produire le fromage et ses arômes caractéristiques.

## Les étapes de fabrication

### L'emprésurage
La production effective du fromage débute avec l’emprésurage : une fois trait et vidé dans le gerle, le lait cru et entier est transformé à une température d’environ 32-33 °C, en ajoutant une petite dose de présure (40 cl de présure pour 1000 litres de lait), qui, à travers une réaction chimique, permettra la coagulation du lait. On met le couvercle au gerle pour conserver la température et on laisse reposer environ une heure pour que se forme le caillé.

### Ledécaillage
La deuxième étape consiste à découper le caillé en petits grains, afin de retirer le petit lait (lactosérum). Cette opération se fait manuellement à l’aide d’un tranche-caillé, appelé fréniale en patois, un outil à long manche qui, à travers un mouvement lent et circulaire autour de la gerle, va briser le caillé et en faire de petits flocons. Le fromager utilise ensuite un autre instrument traditionnel, l’atrassadou, une sorte de planche avec des trous, pour agglomérer et rassembler le caillé au fond de la gerle. Ce sont des gestes très techniques qui demandent de l’habilité et un savoir-faire très pointu. Dès lors, le petit lait qui remonte naturellement à la surface est retiré à l’aide d’un seau et d’un puise-sérum (pouset ou coupou en patois). Un sérum limpide et peu épais sera synonyme d’un caillé ben réussi. Le petit lait sera ensuite écrémé pour nourrir les cochons de la ferme et la crème utilisée pour en faire du beurre.

### La mise sous presse
Le caillé est ensuite retiré de la gerle et versé dans le « catchaïre », une presse servant à l’égoutter et permettant d’obtenir une valeur minimum de 54 % d’extrait sec du caillé. Commence alors la première et plus longue opération de pressage : le caillé est recouvert dans une toile et pressé régulièrement 10 à 12 fois dans la matinée jusqu’à sécher et à obtenir une masse à consistance compacte, la tome fraîche. Pour chaque pressage, on déplie la toile en découpant la pâte en blocs carrés et en les retournant à la main. 

### L'acidification
La tome fraîche obtenue est laissée ensuite reposer pendant 8 à 12 heures, voire une nuit. Cette étape permettra de faire monter l’acidité de la tome et développer des ferments lactiques du lait responsables des arômes du futur fromage. 

### Le broyage et le salage
Après maturation, la tome est encore coupée en morceaux et broyée à l’aide d’un brise-tome ou d'une fraiseuse. Pendant le broyage on ajoute à la masse du sel sec (22-25g par kilogramme de fromage). Le mélange avec le sel se fait à la main par brassages successifs. On laisse ensuite reposer la tome brisée et salée 4 heures, voire plus – ce qui favorise une meilleure distribution du sel dans la masse – et on re-mélange trois fois le brisé.

### Le moulage
Le fromager prépare ensuite le façonnage des pièces de Salers à travers la mise dans un moule cylindrique, qui a été préalablement ensemencé de flore de surface et ensuite recouvert d’une toile de lin anti-adhèrente. Le moule peut avoir une taille variable, avec un diamètre de 38 à 48 cm, selon la quantité de la tome produite (une pièce pèse généralement entre 35 et 50 kg). 

### Le deuxième pressage
Une fois les pièces montées, la tome en moule est recouverte dans la toile et tassée une deuxième fois à l’aide d’un pressoir appelé « pesadou » en patois. Le fromage va passer sous quatre presses au contrepoids progressif avant d’atteindre son poids définitif. Au total, il reste au pressage pendant environ 2 jours et il subit entre-temps plusieurs retournements dans les deux sens, afin de répartir de manière uniforme le sel à l’intérieur, régulariser l’égouttement et permettre donc un meilleur croûtage. Pour chaque retournement, on dégage le moule du pressoir, on retire le couvercle et on renverse la tome, qui est recouverte d’une nouvelle toile bien sèche avant d’être remise sous presse. Lors du dernier retournement, douze heures avant l’affinage, la plaque rouge d’identification de l’AOP est apposée, ainsi que la marque « Tradition Salers » pour les fromages fabriqués uniquement avec le lait de vache Salers. Cette empreinte d’authenticité est aussi accompagnée par une plaque de traçabilité, permettant d’identifier le numéro d’exploitation de la ferme de production et le jour de fabrication du fromage.

### L'affinage
Les blocs de fromage sont enfin mis en cave et laissés vieillir pendant au moins trois mois et jusqu’à environ un an, voire deux ans. L’affinage dans la cave se fait à une température comprise entre 6 et 14 °C, avec un taux d’humidité supérieur à 95 %, afin de permettre une bonne maturation du fromage. Pendant cette période-là, le fromage sera régulièrement retourné et frotté une ou deux fois par semaine pour que sa croûte puisse bien se former. Au terme de la maturation, le Salers va finalement pouvoir développer une croûte épaisse et poreuse, bien boutonnée, ainsi que ses arômes caractéristiques : un mélange de notes végétales, lactiques et fruitées qui s’enrichit ultérieurement avec l'augmentation de la durée d’affinage.

### Sources
- Le fromage salers tradition, le joyau du Cantal
- En direct des 5 AOP d'Auvergne : Le Salers et fabrication en live à la Moullite
- Le Salers (AOC depuis 1961)
- Le Salers, un fromage fait maison
- La fabrication du fromage Salers Tradition - GAEC Taillé, Cantal
- Le fromage Salers du Fayet
- Le Salers fromage AOC